# Hölgy hermelinnel
A Hölgy hermelinnel (ismert még Hermelines hölgy címmel is) Leonardo da Vinci festménye. A mű 1489-90 körül készült Milánóban, Ludovico Sforza udvarában. A kép a kutatások szerint a herceg egyik ágyasát, Cecilia Galleranit ábrázolja.
A Hölgy hermelinnel Leonardo korai munkái közé tartozik, és újítást hozott az itáliai festészetben, mert egyike az első olajfestményeknek. Egyes vélemények szerint, bár a kép címe szerint a hölgy egy hermelint tart a kezében, az állat valójában egy vadászgörény, más vélemények azonban tagadják ezt.
A festményt a 18. században vásárolta meg a lengyel Czartoryski hercegi család, majd háborús események miatt Párizsba menekítették, ahonnan 1882 után került vissza Lengyelországba. A franciaországi tartózkodás alatt festették át a hátterét kékesszürkéről feketére. A II. világháború elején Berlinbe vitték, majd a háború után került vissza ismét Krakkóba, ahol azóta is a Czartoryski Múzeumban van kiállítva. 2009-ben Magyarországon is bemutatták a Szépművészeti Múzeumban.